# Le temps passe
Singles par Johnny Hallyday
Mon plus beau Noël
(2005) La Paix
(2006)
Clip vidéo
[vidéo] « Le temps passe », sur YouTube
Le temps passe est une chanson de Johnny Hallyday & Ministère A.M.E.R. feat. Doc Gyneco issue de album de Johnny Hallyday de 2005 Ma vérité.
Le 3 mars 2006, environ quatre mois après la sortie de l'album, la chanson est sortie en single et a atteint la 4e place des ventes en France.

## Développement et composition
La chanson a été écrite par Passi, Elio et Stomy Bugsy. L'enregistrement a été produit par Passi.

## Listes des pistes
Single CD (pochette en carton) — 2006, Mercury 983 773-3 (UMG)
1. Le temps passe (3:58)
Extrait de l'album Ma vérité
2. Tu es elle (4:07)
Inédit[2]

Single CD — 2006, Mercury 983 781-7 (UMG)
1. Le temps passe (3:58)
Extrait de l'album Ma vérité
2. Tu es elle (4:07)
Inédit

Inclut le clip Le temps passe,

## Classements
| Classement (2006) | Meilleure position |
| ----------------- | ------------------ |
| France (SNEP)     | 4                  |